# Bernard Decomps
Bernard Jean Henri Decomps, né le 29 septembre 1936 à Metz (Moselle) et mort le 8 novembre 2016 à Paris, est un physicien français,,.

## Biographie
D'origine paysanne des vallées ariégeoises, ses grands-parents instituteurs, son père ingénieur engagent Bernard Decomps dans des études secondaires ambitieuses.

### École normale supérieure

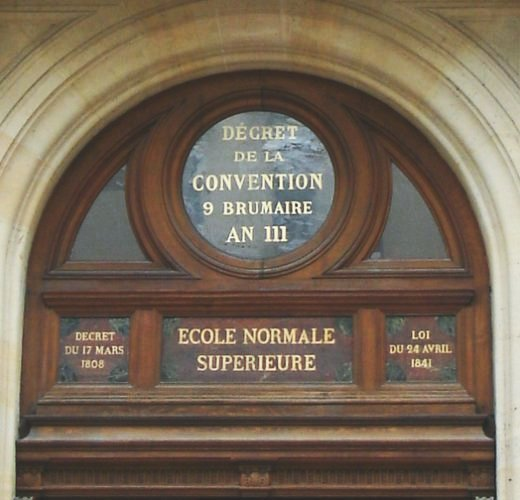
L'École normale supérieure à Paris.

Bernard Decomps passe sa scolarité en Ariège puis, en 1957, il est reçu à l'École normale supérieure de la rue d'Ulm.
De 1963 à 1968, au laboratoire de physique de l'ENS, Bernard Decomps prépare, sous la direction de Jean Brossel, une thèse sur le pompage optique par laser, qu'il soutient en juin 1969 devant un jury présidé par Alfred Kastler et comportant en outre Robert Chabbal et Claude Cohen-Tannoudji.
En 1969, il devient professeur à l'université de Paris XIII Villetaneuse et prend part à la gestion administrative de l'université.
À côté de ses activités d'enseignement et de recherche, il exerce des missions de conseil pour des entreprises du secteur privé.
En 1979, il accède au collège de direction du CNRS.
De 1981 à 1986, il est chef de la mission de la recherche au ministère de l'Éducation nationale.

### Conservatoire national des arts et métiers

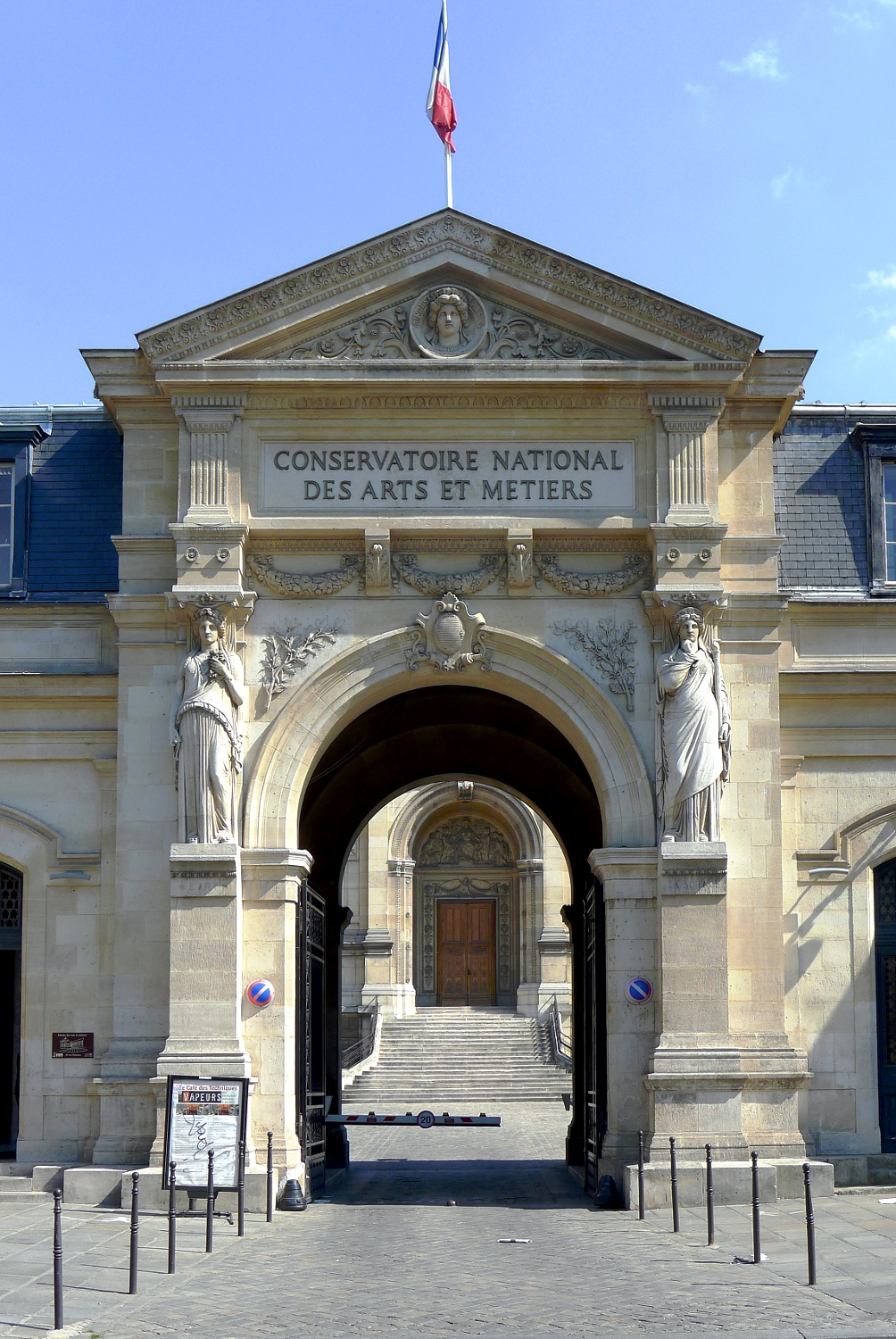
Le Conservatoire national des arts et métiers à Paris.

Spécialiste des relations entre la recherche fondamentale et la recherche appliquée, ainsi que de la physique des lasers, Bernard Decomps est nommé professeur au Conservatoire national des arts et métiers en 1992 où il devient titulaire de la chaire « Physique générale dans ses rapports avec l'industrie ». Sa leçon inaugurale est présidée par Hubert Curien.
Dans le cadre de la chaire, et en partenariat avec le département de mathématiques, est créé le Séminaire de géométrie et physique par Michel Valton, Pierre Marry et Philippe Durand.
Parallèlement, de 1991 à 1994, Bernard Decomps est directeur général de la recherche scientifique et de la technologie au ministère de l'Enseignement supérieur et de la Recherche,.

### École normale supérieure de Cachan
De 1994 à 2000, Bernard Decomps est en même temps directeur de l'École normale supérieure de Cachan.
En mai 2008, il est nommé délégué à la recherche à la CCIP, au sein de la direction générale adjointe chargée de l’enseignement et de la formation. Il est conseiller du président du pôle de compétitivité « ADVANCITY – Ville et Mobilité Durable », chargé notamment de la politique scientifique et de la prospective.
Bernard Decomps est aussi membre du conseil d’administration de l’ENPC et du PRES Université de Paris Est.

## Distinctions
- Membre de l'Académie des technologies[14]
- Chevalier de la Légion d'honneur[15]
- Commandeur de l'ordre national du Mérite[16]
- Prix Chabot-Didon 2008 de l'Académie nationale de Metz[17]